# Dominik Derrant
Dominik Derrant (* 25. November 1994) ist ein österreichischer Fußballspieler.

## Karriere
Derrant begann seine Karriere beim FC Stattegg. Im September 2004 wechselte er in die Jugend des Grazer AK. Im März 2007 wechselte er zum FC Gratkorn. Im August 2011 debütierte er für die Amateure von Gratkorn in der Landesliga, als er am ersten Spieltag der Saison 2011/12 gegen den SC Weiz in der 73. Minute für Jan Orend eingewechselt wurde. Im September 2011 erzielte er bei einer 8:3-Niederlage gegen den SV Lafnitz sein erstes Tor in der Landesliga. In der Saison 2011/12 kam er zu 24 Einsätzen, in denen er fünf Tore erzielte.
Im November 2012 kam er zu seinem ersten Einsatz für die erste Mannschaft in der Regionalliga, als er am 15. Spieltag der Saison 2012/13 gegen den Villacher SV in der 67. Minute für Dominic Hassler eingewechselt wurde. Im März 2013 erzielte er bei einem 1:1-Remis gegen den DSV Leoben sein erstes Tor in der Regionalliga. Bis Saisonende kam er zu 14 Einsätzen in der Regionalliga, in denen er ein Tor erzielte. Gratkorn zog sich nach Saisonende in die Landesliga zurück.
Daraufhin wechselte er zur Saison 2013/14 zum Regionalligisten SC Kalsdorf. Für Kalsdorf absolvierte er jedoch nur ein Spiel in der Regionalliga. Zur Saison 2014/15 schloss er sich dem fünftklassigen SV Wildon an. Mit Wildon stieg er 2016 in die Landesliga auf. In der Saison 2016/17 kam er zu 28 Einsätzen, in denen er ein Tor erzielte.
Zur Saison 2017/18 wechselte er zum Ligakonkurrenten TuS Heiligenkreuz. Nach einem halben Jahr bei Heiligenkreuz schloss er sich im Jänner 2018 dem Ligakonkurrenten Grazer AK, bei dem er bereits in seiner Jugend gespielt hatte. Bis Saisonende kam Derrant in allen 15 Landesligaspielen zum Einsatz; mit dem GAK stieg er 2018 in die Regionalliga auf. In der Saison 2018/19 konnte er mit den Grazern auch Meister der Regionalliga Mitte werden und somit in die 2. Liga aufsteigen. In jener Spielzeit kam er zu 23 Einsätzen.
Sein Debüt in der zweithöchsten Spielklasse gab er im August 2019, als er am sechsten Spieltag der Saison 2019/20 gegen den FC Juniors OÖ in der 80. Minute für Peter Kozissnik eingewechselt wurde. Nach der Saison 2019/20 verließ er den GAK und wechselte zum viertklassigen ASK Voitsberg.